# Ependimska celica
Ependimske celice so vrsta nevroglije. Natančneje so to epitelijske celice, ki obdajajo možganske prekate (ventrikle) v možganih in hrbtenični kanal. So izoprizmatske do visokoprizmatske celice, na apikalni površini (tj. površina proti svetlini oz. lumnu) pa so prisotni mikrovili. V možganskih ventriklih skupaj s kapilarami tvorijo horoidni pletež, ki tvori možgansko-hrbtenjačno tekočino oz. likvor. Le-ta vpliva na presnovo (metabolizem) možganov in hrbtenjače ter predstavlja mehansko zaščito pred udarci. Med ependimski celicami so prisotni tudi tesni stiki, s pomočjo katerih nadzorujejo prehod snovi med likvorjem in živčevjem in tako predstavljajo t. i. krvno-likvorsko bariero.
Benigni tumor ependimskih celic, ki se pojavi navadno pri otrocih, se imenuje ependimom, maligna vrsta pa ependimoblastom.